# 最優秀新人 (日本プロ野球)
最優秀新人（さいゆうしゅうしんじん）は、日本野球機構による選手表彰の一つ。通称「新人王」。その年の最も優秀な新人選手に与えられる。

## 概要
全国の新聞、通信、放送各社に所属しており5年以上プロ野球を担当している記者が、選考資格を持つ選手のうち1名の名前を記入し投票する（最優秀新人に相応しいと思う選手がいなければ、「該当者無し」と票を投じることもできる）。セントラル・パシフィック各リーグで最も多くの票を得た選手1人ずつが、最優秀新人に選出される。ただし、最多得票の選手の得票数を「該当者無し」票の票数が上回っている場合、あるいは規定の得票数（投票総数の26%）に達している選手がいない場合は、「該当者無し」になる。投票を満票で最優秀新人を受賞した選手は過去に8人おり、直近では2003年の和田毅が満票で選出されている。
発表は、2004年までは日本シリーズ終了の翌々日に行われていた。2005年以降はNPB AWARDS（旧：日本プロ野球コンベンション）内の表彰式で行われている。また、最優秀新人受賞選手を対象に佐川急便の協賛による「ゴールデン・ルーキー賞」を2013年まで特別賞として表彰しており、佐藤忠良によるブロンズ作品が贈られていた（この表彰式はコンベンションとは別に実施されていた）。

### 資格
以下の全項目を満たす選手に与えられる。
- 海外のプロ野球リーグに参加した経験がない
- 支配下選手に初めて登録されてから5年以内
- 投手として前年までの一軍での登板イニング数が30イニング以内
- 打者として前年までの一軍での打席数が60打席以内

※また1976年からは外国人枠が適用される選手でも、海外のプロリーグに在籍経験がなければ最優秀新人の資格対象者となっている。
最優秀新人の有資格規定は以下のように2回変更されている。
- 1950年 - 1965年：プロ入り初年度の日本人選手（1951年に限り、1950年入団選手も対象）
- 1966年 - 1975年：その年度に初めてペナントレースに出場した選手
- 1976年 - 現在：上記の通り

#### 特例
マイナーリーグなど海外プロリーグに所属したことのある日本人選手であっても、ドラフトを経由して入団した場合、特例として最優秀新人資格が与えられることが多い。メジャーリーグにおいて通算16勝を挙げた後、2003年の同会議でオリックスに指名され入団したマック鈴木にも特例で認められたが、辞退している。
2007年に巨人に入団したウィルフィン・オビスポは、マイナーリーグに在籍経験があるため本来は不適格であるが、即戦力としてではなく将来性を期待されての入団で、育成選手から這い上がった経験が評価され、特例で認められた。

## 歴代受賞者
- 2024年シーズン終了時点で、投手96人、野手44人、該当者なし10回となっている。
- セ・リーグ（投手44人、野手27人、該当者なし4回）
- パ・リーグ（投手52人、野手17人、該当者なし6回）

| 年度 | セントラル・リーグ | セントラル・リーグ | セントラル・リーグ     | セントラル・リーグ   | パシフィック・リーグ | パシフィック・リーグ | パシフィック・リーグ         | パシフィック・リーグ |
| 年度 | 選手名             | 所属 年数          | 所属球団               | 成績                 | 選手名               | 所属 年数            | 所属球団                     | 成績                 |
| ---- | ------------------ | ------------------ | ---------------------- | -------------------- | -------------------- | -------------------- | ---------------------------- | -------------------- |
| 1950 | 大島信雄           | 1                  | 松竹ロビンス           | 20勝4敗 防2.03       | 荒巻淳               | 1                    | 毎日オリオンズ               | 26勝8敗 防2.06       |
| 1951 | 松田清             | 2                  | 読売ジャイアンツ       | 23勝3敗 防2.01       | 蔭山和夫             | 2                    | 南海ホークス                 | .315 6本 28点 42盗   |
| 1952 | 佐藤孝夫           | 1                  | 国鉄スワローズ         | .265 14本 33点 45盗  | 中西太               | 1                    | 西鉄ライオンズ               | .281 12本 65点 18盗  |
| 1953 | 権藤正利           | 1                  | 大洋松竹ロビンス       | 15勝12敗 防2.77      | 豊田泰光             | 1                    | 西鉄ライオンズ               | .281 27本 59点 25盗  |
| 1954 | 広岡達朗           | 1                  | 読売ジャイアンツ       | .314 15本 67点 9盗   | 宅和本司             | 1                    | 南海ホークス                 | 26勝9敗 防1.58       |
| 1955 | 西村一孔           | 1                  | 大阪タイガース         | 22勝17敗 防2.01      | 榎本喜八             | 1                    | 毎日オリオンズ               | .298 16本 67点 12盗  |
| 1956 | 秋山登             | 1                  | 大洋ホエールズ         | 25勝25敗 防2.39      | 稲尾和久             | 1                    | 西鉄ライオンズ               | 21勝6敗 防1.06       |
| 1957 | 藤田元司           | 1                  | 読売ジャイアンツ       | 17勝13敗 防2.48      | 木村保               | 1                    | 南海ホークス                 | 21勝11敗 防2.46      |
| 1958 | 長嶋茂雄           | 1                  | 読売ジャイアンツ       | .305 29本 92点 37盗  | 杉浦忠               | 1                    | 南海ホークス                 | 27勝12敗 防2.05      |
| 1959 | 桑田武             | 1                  | 大洋ホエールズ         | .269 31本 84点 25盗  | 張本勲               | 1                    | 東映フライヤーズ             | .275 13本 57点 10盗  |
| 1960 | 堀本律雄           | 1                  | 読売ジャイアンツ       | 29勝18敗 防2.00      | （該当者なし）       | （該当者なし）       | （該当者なし）               | （該当者なし）       |
| 1961 | 権藤博             | 1                  | 中日ドラゴンズ         | 35勝19敗 防1.70      | 徳久利明             | 1                    | 近鉄バファローズ             | 15勝24敗 防3.26      |
| 1962 | 城之内邦雄         | 1                  | 読売ジャイアンツ       | 24勝12敗 防2.21      | 尾崎行雄             | 1                    | 東映フライヤーズ             | 20勝9敗 防2.42       |
| 1963 | （該当者なし）     | （該当者なし）     | （該当者なし）         | （該当者なし）       | （該当者なし）       | （該当者なし）       | （該当者なし）               | （該当者なし）       |
| 1964 | 高橋重行           | 3                  | 大洋ホエールズ         | 17勝11敗 防2.76      | （該当者なし）       | （該当者なし）       | （該当者なし）               | （該当者なし）       |
| 1965 | （該当者なし）     | （該当者なし）     | （該当者なし）         | （該当者なし）       | 池永正明             | 1                    | 西鉄ライオンズ               | 20勝10敗 防2.27      |
| 1966 | 堀内恒夫           | 1                  | 読売ジャイアンツ       | 16勝2敗 防1.39       | （該当者なし）       | （該当者なし）       | （該当者なし）               | （該当者なし）       |
| 1967 | 武上四郎           | 1                  | サンケイアトムズ       | .299 3本 27点 5盗    | 高橋善正             | 1                    | 東映フライヤーズ             | 15勝11敗 防2.46      |
| 1968 | 高田繁             | 1                  | 読売ジャイアンツ       | .301 9本 30点 23盗   | （該当者なし）       | （該当者なし）       | （該当者なし）               | （該当者なし）       |
| 1969 | 田淵幸一           | 1                  | 阪神タイガース         | .226 22本 56点 1盗   | 有藤通世             | 1                    | ロッテオリオンズ             | .285 21本 55点 4盗   |
| 1970 | 谷沢健一           | 1                  | 中日ドラゴンズ         | .251 11本 45点 6盗   | 佐藤道郎             | 1                    | 南海ホークス                 | 18勝6敗 防2.05       |
| 1971 | 関本四十四         | 4                  | 読売ジャイアンツ       | 10勝11敗 防2.14      | 皆川康夫             | 1                    | 東映フライヤーズ             | 11勝14敗 防3.44      |
| 1972 | 安田猛             | 1                  | ヤクルトアトムズ       | 7勝5敗 防2.08        | 加藤初               | 1                    | 西鉄ライオンズ               | 17勝16敗 防3.95      |
| 1973 | （該当者なし）     | （該当者なし）     | （該当者なし）         | （該当者なし）       | 新美敏               | 1                    | 日拓ホームフライヤーズ       | 12勝13敗 防3.65      |
| 1974 | 藤波行雄           | 1                  | 中日ドラゴンズ         | .289 1本 15点 1盗    | 三井雅晴             | 2                    | ロッテオリオンズ             | 6勝5敗4S 防3.24      |
| 1975 | （該当者なし）     | （該当者なし）     | （該当者なし）         | （該当者なし）       | 山口高志             | 1                    | 阪急ブレーブス               | 12勝13敗1S 防2.93    |
| 1976 | 田尾安志           | 1                  | 中日ドラゴンズ         | .277 3本 21点 0盗    | 藤田学               | 3                    | 南海ホークス                 | 11勝3敗0S 防1.98     |
| 1977 | 斉藤明雄           | 1                  | 大洋ホエールズ         | 8勝9敗0S 防4.40      | 佐藤義則             | 1                    | 阪急ブレーブス               | 7勝3敗1S 防3.85      |
| 1978 | 角三男             | 1                  | 読売ジャイアンツ       | 5勝7敗7S 防2.87      | 村上之宏             | 1                    | 南海ホークス                 | 5勝8敗3S 防3.61      |
| 1979 | 藤沢公也           | 1                  | 中日ドラゴンズ         | 13勝5敗0S 防2.82     | 松沼博久             | 1                    | 西武ライオンズ               | 16勝10敗0S 防4.03    |
| 1980 | 岡田彰布           | 1                  | 阪神タイガース         | .290 18本 54点 4盗   | 木田勇               | 1                    | 日本ハムファイターズ         | 22勝8敗4S 防2.28     |
| 1981 | 原辰徳             | 1                  | 読売ジャイアンツ       | .268 22本 67点 6盗   | 石毛宏典             | 1                    | 西武ライオンズ               | .311 21本 55点 25盗  |
| 1982 | 津田恒美           | 1                  | 広島東洋カープ         | 11勝6敗0S 防3.88     | 大石大二郎           | 2                    | 近鉄バファローズ             | .274 12本 41点 47盗  |
| 1983 | 槙原寛己           | 2                  | 読売ジャイアンツ       | 12勝9敗1S 防3.67     | 二村忠美             | 1                    | 日本ハムファイターズ         | .282 13本 35点 6盗   |
| 1984 | 小早川毅彦         | 1                  | 広島東洋カープ         | .280 16本 59点 8盗   | 藤田浩雅             | 2                    | 阪急ブレーブス               | .287 22本 69点 3盗   |
| 1985 | 川端順             | 2                  | 広島東洋カープ         | 11勝7敗7S 防2.72     | 熊野輝光             | 1                    | 阪急ブレーブス               | .295 14本 60点 13盗  |
| 1986 | 長冨浩志           | 1                  | 広島東洋カープ         | 10勝2敗2S 防3.04     | 清原和博             | 1                    | 西武ライオンズ               | .304 31本 78点 6盗   |
| 1987 | 荒井幸雄           | 2                  | ヤクルトスワローズ     | .301 9本 38点 2盗    | 阿波野秀幸           | 1                    | 近鉄バファローズ             | 15勝12敗0S 防2.88    |
| 1988 | 立浪和義           | 1                  | 中日ドラゴンズ         | .223 4本 18点 22盗   | 森山良二             | 2                    | 西武ライオンズ               | 10勝9敗0S 防3.46     |
| 1989 | 笘篠賢治           | 1                  | ヤクルトスワローズ     | .263 5本 27点 32盗   | 酒井勉               | 1                    | オリックス・ブレーブス       | 9勝7敗9S 防3.61      |
| 1990 | 与田剛             | 1                  | 中日ドラゴンズ         | 4勝5敗31S 防3.26     | 野茂英雄             | 1                    | 近鉄バファローズ             | 18勝8敗0S 防2.91     |
| 1991 | 森田幸一           | 1                  | 中日ドラゴンズ         | 10勝3敗17S 防3.03    | 長谷川滋利           | 1                    | オリックス・ブルーウェーブ   | 12勝9敗1S 防3.55     |
| 1992 | 久慈照嘉           | 1                  | 阪神タイガース         | .245 0本 21点 4盗    | 高村祐               | 1                    | 近鉄バファローズ             | 13勝9敗0S 防3.15     |
| 1993 | 伊藤智仁           | 1                  | ヤクルトスワローズ     | 7勝2敗0S 防0.91      | 杉山賢人             | 1                    | 西武ライオンズ               | 7勝2敗5S 防2.80      |
| 1994 | 藪恵市             | 1                  | 阪神タイガース         | 9勝9敗0S 防3.18      | 渡辺秀一             | 1                    | 福岡ダイエーホークス         | 8勝4敗0S 防3.20      |
| 1995 | 山内泰幸           | 1                  | 広島東洋カープ         | 14勝10敗0S 防3.03    | 平井正史             | 2                    | オリックス・ブルーウェーブ   | 15勝5敗27S 防2.32    |
| 1996 | 仁志敏久           | 1                  | 読売ジャイアンツ       | .270 7本 24点 17盗   | 金子誠               | 3                    | 日本ハムファイターズ         | .261 4本 33点 15盗   |
| 1997 | 澤﨑俊和           | 1                  | 広島東洋カープ         | 12勝8敗0S 防3.74     | 小坂誠               | 1                    | 千葉ロッテマリーンズ         | .261 1本 30点 56盗   |
| 1998 | 川上憲伸           | 1                  | 中日ドラゴンズ         | 14勝6敗0S 防2.57     | 小関竜也             | 4                    | 西武ライオンズ               | .283 3本 24点 15盗   |
| 1999 | 上原浩治           | 1                  | 読売ジャイアンツ       | 20勝4敗0S 防2.09     | 松坂大輔             | 1                    | 西武ライオンズ               | 16勝5敗0S 防2.60     |
| 2000 | 金城龍彦           | 2                  | 横浜ベイスターズ       | .346 3本 36点 8盗    | （該当者なし）       | （該当者なし）       | （該当者なし）               | （該当者なし）       |
| 2001 | 赤星憲広           | 1                  | 阪神タイガース         | .292 1本 23点 39盗   | 大久保勝信           | 1                    | オリックス・ブルーウェーブ   | 7勝5敗14S 防2.68     |
| 2002 | 石川雅規           | 1                  | ヤクルトスワローズ     | 12勝9敗0S 防3.33     | 正田樹               | 3                    | 日本ハムファイターズ         | 9勝11敗0S 防3.45     |
| 2003 | 木佐貫洋           | 1                  | 読売ジャイアンツ       | 10勝7敗0S 防3.34     | 和田毅               | 1                    | 福岡ダイエーホークス         | 14勝5敗0S 防3.38     |
| 2004 | 川島亮             | 1                  | ヤクルトスワローズ     | 10勝4敗0S 防3.17     | 三瀬幸司             | 1                    | 福岡ダイエーホークス         | 4勝3敗28S 防3.06     |
| 2005 | 青木宣親           | 2                  | ヤクルトスワローズ     | .344 3本 28点 29盗   | 久保康友             | 1                    | 千葉ロッテマリーンズ         | 10勝3敗0S 0H 防3.40  |
| 2006 | 梵英心             | 1                  | 広島東洋カープ         | .289 8本 36点 13盗   | 八木智哉             | 1                    | 北海道日本ハムファイターズ   | 12勝8敗0S 0H 防2.48  |
| 2007 | 上園啓史           | 1                  | 阪神タイガース         | 8勝5敗0S 0H 防2.42   | 田中将大             | 1                    | 東北楽天ゴールデンイーグルス | 11勝7敗0S 0H 防3.82  |
| 2008 | 山口鉄也           | 3                  | 読売ジャイアンツ       | 11勝2敗2S 23H 防2.32 | 小松聖               | 2                    | オリックス・バファローズ     | 15勝3敗0S 3H 防2.51  |
| 2009 | 松本哲也           | 3                  | 読売ジャイアンツ       | .293 0本 15点 16盗   | 攝津正               | 1                    | 福岡ソフトバンクホークス     | 5勝2敗0S 34H 防1.47  |
| 2010 | 長野久義           | 1                  | 読売ジャイアンツ       | .288 19本 52点 12盗  | 榊原諒               | 2                    | 北海道日本ハムファイターズ   | 10勝1敗0S 6H 防2.63  |
| 2011 | 澤村拓一           | 1                  | 読売ジャイアンツ       | 11勝11敗0S 0H 防2.03 | 牧田和久             | 1                    | 埼玉西武ライオンズ           | 5勝7敗22S 1H 防2.61  |
| 2012 | 野村祐輔           | 1                  | 広島東洋カープ         | 9勝11敗0S 0H 防1.98  | 益田直也             | 1                    | 千葉ロッテマリーンズ         | 2勝2敗1S 41H 防1.67  |
| 2013 | 小川泰弘           | 1                  | 東京ヤクルトスワローズ | 16勝4敗0S 0H 防2.93  | 則本昂大             | 1                    | 東北楽天ゴールデンイーグルス | 15勝8敗0S 0H 防3.34  |
| 2014 | 大瀬良大地         | 1                  | 広島東洋カープ         | 10勝8敗0S 0H 防4.05  | 石川歩               | 1                    | 千葉ロッテマリーンズ         | 10勝8敗0S 0H 防3.43  |
| 2015 | 山﨑康晃           | 1                  | 横浜DeNAベイスターズ   | 2勝4敗37S 7H 防1.92  | 有原航平             | 1                    | 北海道日本ハムファイターズ   | 8勝6敗0S 0H 防4.79   |
| 2016 | 髙山俊             | 1                  | 阪神タイガース         | .275 8本 65点 5盗    | 高梨裕稔             | 3                    | 北海道日本ハムファイターズ   | 10勝2敗0S 1H 防2.38  |
| 2017 | 京田陽太           | 1                  | 中日ドラゴンズ         | .264 4本 36点 23盗   | 源田壮亮             | 1                    | 埼玉西武ライオンズ           | .270 3本 57点 37盗   |
| 2018 | 東克樹             | 1                  | 横浜DeNAベイスターズ   | 11勝5敗0S 0H 防2.45  | 田中和基             | 2                    | 東北楽天ゴールデンイーグルス | .265 18本 45点 21盗  |
| 2019 | 村上宗隆           | 2                  | 東京ヤクルトスワローズ | .231 36本 96点 5盗   | 高橋礼               | 2                    | 福岡ソフトバンクホークス     | 12勝6敗0S 0H 防3.34  |
| 2020 | 森下暢仁           | 1                  | 広島東洋カープ         | 10勝3敗0S 0H 防1.91  | 平良海馬             | 3                    | 埼玉西武ライオンズ           | 1勝0敗1S 33H 防1.87  |
| 2021 | 栗林良吏           | 1                  | 広島東洋カープ         | 0勝1敗37S 0H 防0.86  | 宮城大弥             | 2                    | オリックス・バファローズ     | 13勝4敗0S 0H 防2.51  |
| 2022 | 大勢               | 1                  | 読売ジャイアンツ       | 1勝3敗37S 8H 防2.05  | 水上由伸             | 2                    | 埼玉西武ライオンズ           | 4勝4敗1S 31H 防1.77  |
| 2023 | 村上頌樹           | 3                  | 阪神タイガース         | 10勝6敗0S 1H 防1.75  | 山下舜平大           | 3                    | オリックス・バファローズ     | 9勝3敗0S 0H 防1.61   |
| 2024 | 船迫大雅           | 2                  | 読売ジャイアンツ       | 4勝0敗0S 22H 防2.37  | 武内夏暉             | 1                    | 埼玉西武ライオンズ           | 10勝6敗0S 0H 防2.17  |

- 投手成績は勝利数、敗戦数、セーブ数（1974年 - ）、ホールド数（2005年 - ）、防御率の順に記載。
- 野手成績は打率、本塁打数、打点、盗塁数の順に記載。
- 太字はその年のリーグ最高。
- 1951年はリーグ発足から間がなかったため1950年入団の選手も選考対象とされ、セ・パともに入団2年目の選手が選出されている。

## 新人特別賞
最優秀新人に値する成績を残した選手がリーグ内に複数存在した場合は、最優秀新人の記者投票で選ばれなかった選手に新人特別賞（かつてはリーグ会長特別賞）の連盟特別表彰が設けられる場合がある。
| 年度   | リーグ     | 名前       | 所属 年数 | 所属球団     | 成績                  | 記者投票 得票数 | 備考                                                 |
| ------ | ---------- | ---------- | --------- | ------------ | --------------------- | --------------- | ---------------------------------------------------- |
| 1987年 | パ・リーグ | 西崎幸広   | 1         | 日本ハム     | 15勝7敗0S 防2.89      | 2位             |                                                      |
| 1990年 | セ・リーグ | 佐々岡真司 | 1         | 広島         | 13勝11敗17S 0H 防3.15 | 2位             |                                                      |
| 1990年 | パ・リーグ | 石井浩郎   | 1         | 近鉄         | .300 22本 46点 1盗    | 2位             |                                                      |
| 1990年 | パ・リーグ | 潮崎哲也   | 1         | 西武         | 7勝4敗8S 防1.84       | 3位             |                                                      |
| 1990年 | パ・リーグ | 酒井光次郎 | 1         | 日本ハム     | 10勝10敗0S 防3.46     | 得票なし        |                                                      |
| 1992年 | パ・リーグ | 片岡篤史   | 1         | 日本ハム     | .290 10本 53点 5盗    | 2位             |                                                      |
| 1992年 | パ・リーグ | 若田部健一 | 1         | ダイエー     | 10勝13敗0S 防4.00     | 3位             |                                                      |
| 1992年 | パ・リーグ | 河本育之   | 1         | ロッテ       | 2勝4敗19S 防2.58      | 4位             |                                                      |
| 1998年 | セ・リーグ | 高橋由伸   | 1         | 巨人         | .300 19本 75点 3盗    | 2位             |                                                      |
| 1998年 | セ・リーグ | 坪井智哉   | 1         | 阪神         | .327 2本 21点 7盗     | 3位             | 2リーグ制以降の新人最高打率                          |
| 1998年 | セ・リーグ | 小林幹英   | 1         | 広島         | 9勝6敗18S 防2.87      | 4位             |                                                      |
| 1999年 | パ・リーグ | 川越英隆   | 1         | オリックス   | 11勝8敗0S 防2.85      | 2位             |                                                      |
| 2007年 | パ・リーグ | 岸孝之     | 1         | 西武         | 11勝7敗0S 0H 防3.40   | 2位             |                                                      |
| 2008年 | セ・リーグ | 坂本勇人   | 2         | 巨人         | .257 8本 43点 10盗    | 2位             |                                                      |
| 2011年 | パ・リーグ | 塩見貴洋   | 1         | 楽天         | 9勝9敗0S 0H 防2.85    | 2位             |                                                      |
| 2012年 | パ・リーグ | 武田翔太   | 1         | ソフトバンク | 8勝1敗0S 0H 防1.07    | 2位             |                                                      |
| 2013年 | セ・リーグ | 菅野智之   | 1         | 巨人         | 13勝6敗0S 0H 防3.12   | 2位             |                                                      |
| 2013年 | セ・リーグ | 藤浪晋太郎 | 1         | 阪神         | 10勝6敗0S 0H 防2.75   | 3位             |                                                      |
| 2017年 | セ・リーグ | 濵口遥大   | 1         | DeNA         | 10勝6敗0S 0H 防3.57   | 3位             |                                                      |
| 2019年 | セ・リーグ | 近本光司   | 1         | 阪神         | .271 9本 42点 36盗    | 2位             | 最多盗塁（新人では3人目） セ・リーグ新人最多安打記録 |
| 2020年 | セ・リーグ | 戸郷翔征   | 2         | 巨人         | 9勝6敗0S 0H 防2.76    | 2位             |                                                      |
| 2021年 | セ・リーグ | 牧秀悟     | 1         | DeNA         | .314 22本 71打点 2盗  | 2位             | セ・リーグ新人最多二塁打記録                         |
| 2021年 | セ・リーグ | 奥川恭伸   | 2         | ヤクルト     | 9勝4敗0S 0H 防3.26    | 3位             |                                                      |
| 2021年 | セ・リーグ | 佐藤輝明   | 1         | 阪神         | .238 24本 64打点 6盗  | 4位             | 新人左打者最多本塁打記録                             |
| 2021年 | セ・リーグ | 中野拓夢   | 1         | 阪神         | .273 1本 36打点 30盗  | 5位             | 最多盗塁（新人では4人目）                            |
| 2021年 | セ・リーグ | 伊藤将司   | 1         | 阪神         | 10勝7敗0S 0H 防2.44   | 6位             |                                                      |
| 2021年 | パ・リーグ | 伊藤大海   | 1         | 日本ハム     | 10勝9敗0S 0H 防2.90   | 2位             |                                                      |
| 2022年 | セ・リーグ | 湯浅京己   | 4         | 阪神         | 2勝3敗0S 43H 防1.09   | 2位             | 最優秀中継ぎ投手 入団3年目以降では初の新人特別賞受賞 |

## ゴールデン・ルーキー賞
2005年シーズンから2013年シーズンまでの間、NPB単独の表彰である最優秀新人とは別に、佐川急便の協賛によるゴールデン・ルーキー賞という連盟特別表彰が進呈されていた。その年の両リーグ最優秀新人各1名が当賞を同時に受賞しており、受賞者には副賞として佐藤忠良制作によるブロンズ像が進呈された。